# Поломский, Ежи
Ежи Поломский (пол. Jerzy Połomski), настоящее имя Ежи Пайонк (Jerzy Pająk, 18 сентября 1933, Радом — 14 ноября 2022, Варшава) — польский певец и актёр.

## Жизнеописание
Ежи Поломский родился в семье мелкого служащего, который происходил из села Тименица-Новая, в 50 километрах к востоку от Радома. Был одним из троих детей. Семья жила бедно. Когда в 1945 году Ежи захотел учиться игре на пианино, на обучение не хватило денег.
В 1951 году он окончил строительный техникум в Радоме и намеревался стать архитектором, но поступить на соответствующий факультет не удалось. После этого он год работал счетоводом в радомском городском управлении канализационных сетей. Поступил на вновь созданный эстрадный отдел Государственной высшей театральной школы в Варшаве (причем спонтанно — там раньше, чем в других вузах, начинались вступительные экзамены, а Ежи должны были призвать в армию). Был учеником Ирены Квятковской, певиц plМарии Мокшицкой и plВанды Верминской, Анджея Лапицкого, Казимежа Рудзкого и Людвика Семполинского, которому Ежи обязан выбором песни как специализации. Этот же преподаватель посоветовал, чтобы Ежи взял эстрадный псевдоним вместо настоящей фамилии Пайак (пол. Pająk, по-русски «паук»), ибо «одни фамилии годятся для афиши, а другие — нет».
Ежи дебютировал в 1957 году в сатирическом театре «Сирена», впоследствии также выступал в сатирическом театре plБуффо. В том же году у Ежи Поломского был ещё один дебют — на Польском радио. Принимал участие в популярных радиопрограммах из цикла «Полдник с микрофоном» (пол. Podwieczorek przy mikrofonie). В 1981—1983 годах жил в США.
Певец никогда не был женат и не имел детей. В июне 2021 года артист согласился покинуть свою квартиру в Мокотуве и переехать в Дом ветеранов польской сцены. Скончался 14 ноября 2022 года в одной из варшавских больниц на 90-м году жизни.

## Творчество
Музыкальный стиль Ежи Поломского отмечается лиризмом, эмоциональностью и задушевностью, певец имеет богатый тембр голоса. В подборе репертуара играет большую роль мелодика и тональность произведения. В шестидесятых — семидесятых годах XX века Поломский исполнял песни, которые стали хитами: «Весь зал поёт» (пол. Cała sala śpiewa), «Водовоз» (пол. Woziwoda), «Кому песню?» (пол. Komu piosenkę?), «Дай» (пол. Daj), «С девушками» (пол. Bo z dziewczynami) и другие. В его репертуаре также есть популярные довоенные песни, в частности авторства Ежи Петерсбурского «Голубой платочек» (пол. Błękitna chusteczka, русский вариант текста — «Синий платочек») и «Это последнее воскресенье» (пол. To ostatnia niedziela, русский вариант текста — «Утомлённое солнце»). Ежи Поломский выступал с концертными турами на Кубе и в СССР, Великобритании, Дании, Чехословакии, Венгрии, Югославии, ФРГ, ГДР, Болгарии, Румынии, Швейцарии, Нидерландов, Швеции, Франции. Много выступал в очагах польской диаспоры США, Канады и Австралии.
В 2006 вместе с группой «Биг циц» (пол. Big Cyc) певец исполнил и записал на диск новую версию хита «С девушками» (пол. Bo z dziewczynami). В 2007-м, после 20-летнего перерыва, записал новую песню «Время меняет нас» (пол. Czas nas zmienia, музыка plМарцина Нерубца, слова Яцека Цыгана), на которую в 2009 году был снят видеоклип. В 2007-м Ежи Поломский был членом жюри 44-го Международного фестиваля польской песни в Сопоте.
На протяжении более чем пятидесяти лет Ежи Поломский активно выступал. К примеру, с 5 февраля 2010 по 4 сентября 2011 он дал 37 концертов в Польше. В интервью Эдварду Гулевичу певец сказал:

С годами меня поддерживают добрый юмор и улыбка. Никто у меня не отберёт того, что прожито. Судьба дарует мне гораздо более важную, чем деньги, награду — аплодисменты, улыбки, письма от благодарных зрителей. Всё это представляет для меня большую ценность
Оригинальный текст (пол.)Dobry humor i uśmiech dopisuje mi w dalszym ciągu. Tego, co przeżyłem, nikt minie odbierze. Mam od losu zapłatę o wiele ważniejszą, niż pieniądze, a więc oklaski, uśmiechy na ulicach, listy od wdzięcznych widzów. To wszystko stanowi dla mnie ogromny kapitał

По случаю восьмидесятой годовщины со дня рождения Ежи Поломского, 22 сентября 2013 года на первом канале польского телевидения TVP1 всю программу «Угадай мелодию» (пол. Jaka to melodia?) посвятили творчеству юбиляра.

## Достижения
В 1958 году, по результатам опроса радиослушателей, Ежи Поломский был вторым по популярности после Мечислава Фогга. В 1961-м на I Международном фестивале песни в Сопоте занял второе место за песню «Водовоз» (пол. Woziwoda). На отечественном фестивале песни в Ополе он отличился трижды. В 1968-м получил награду от еженедельника «The Polish Observer» за песню «Есть балалайка» (пол. Jest bałałajka). В 1973-м занял третье место за песню «Потому что с девушками» (пол. Bo z dziewczynami), а в 1990 году получил награду за песню «Моя молодость» (пол. Moją młodość). Дважды (в 1967 и 1969) получал звание «самый популярный певец американской полонии» — по результатам опроса слушателей Чикагского радио. В 1969-м стал лауреатом премии от жюри, а также премии от радио и телевидения на фестивале «Золотой Орфей» в Болгарии. В 1970 занял третье место на Музыкальном кубке Европы (Coupe d’europe Musicale) в Швейцарии, а в 1993-м получил премию «Золотой микрофон» польско-американского художественного агентства в Нью-Йорке.

## Награды
- Офицер ордена Возрождения Польши (2000 год)[11]
- Золотой крест Заслуги (1974 год)[12].
- Серебряная медаль «За заслуги в культуре Gloria Artis» (2008 год)[13]
- Золотая медаль «За заслуги в культуре Gloria Artis» (2016 год)[14]
- Премия «Золотой Фридерик» за совокупность творческих достижений[15]

## Альбомы
- Podwieczorek z piosenką (Muza, Pronit 1959)
- Jerzy Połomski śpiewa (Muza, 1966)
- Daj (Muza, 1969)
- Jerzy Połomski (Muza, 1970)
- Nie zapomnisz nigdy (Muza, 1972)
- Kiedy znów zakwitną białe bzy (Muza, 1973)
- Warszawa moja miłość (Muza, 1974)
- W cichą noc (Muza, 1974)
- Bo z dziewczynami (Muza, 1975)
- Z Tobą świat nie ma wad (Muza, 1976)
- Tempus fugit (Muza, 1978)
- Szeptem malowane (Muza, 1981)
- Nie płaczmy nad sobą (Pronit, 1984)
- Jak ten czas leci (Muza, 1988)